# Copertino rosso riserva
Il Copertino rosso riserva è un vino DOC la cui produzione è consentita nella provincia di Lecce.

## Caratteristiche organolettiche
- colore: rosso rubino di varia intensità con lievi toni di arancione se invecchiato.
- odore: vinoso persistente.
- sapore: asciutto, con retrogusto amarognolo, vellutato, sapido, generoso.

## Produzione
Provincia, stagione, volume in ettolitri
- Lecce  (1990/91)  1745,0
- Lecce  (1991/92)  1093,0
- Lecce  (1992/93)  2909,27
- Lecce  (1993/94)  3398,64
- Lecce  (1994/95)  6031,73
- Lecce  (1996/97)  8225,98